# Conrad VIII d'Oleśnica
Pour les articles homonymes, voir Conrad.
Conrad VIII d'Oleśnica dit le Jeune (polonais : Konrad VII Młody); né après 1397 – 5 septembre 1444) est un duc d'Oleśnica, Koźle, de la moitié de Bytom et de la moitié de Ścinawa conjointement avec ses frères pendant la période  de 1416 à 1427 et ensuite seul duc de Ścinawa jusqu'à sa  mort.

## Biographie
Conrad di le Jeune est le plus jeune fils de Conrad III l'Ancien, duc de Oleśnica, et d son épouse  Judith. Comme tous ses autres frères avant lui il reçoit le nom dynastique de « Conrad » traditionnel dans sa lignée.

## Carrière religieuse
La modestie du patrimoine paternel et la crainte de nouveaux partages familiaux, l'oblige comme deux de ses frères ainés avant lui à faire carrière dans l'église  et de tenter d'obtenir une prestigieuse et profitable dignité ecclésiastique . C'est ainsi que Conrad IV l'Ainé était d'abord devenu Prévôt et ensuite en 1417, évêque de Wrocław, et que Conrad VI le Doyen, avait été désigné  en 1414 doyen du chapitre de Chanoines de Wroclaw. Conrad VIII le Jeune devient en 1416 chevalier de l'Ordre Teutonique avec lequel son frère Conrad avait combattu les Polonais lors de la bataille de Grunwald en 1410.

## Chevalier de l'Ordre teutonique
Pour ses vœux solennels de soumission prononcés au château de Malbork, Conrad VIII est accompagné de tous se frères; Conrad IV l'Ainé, Conrazd V Kantner et Conrad VII le Blanc concluent avec le Grand-Maître de l'Ordre Teutonique Michael Küchmeister von Sternberg en échange d'un prêt de 3,000 gros de Prague, une alliance contre la Pologne et la Lithuania par laquelle ils s'engagent à assister l'Ordre en cas d'attaque des armées du roi  Ladislas II Jagellon de Pologne et du grand duc Vytautas le Grand de Lituanie. Conrad VIII sert comme Procurateur (allemand Prokurator) de l'Ordre Teutonique à Gardawa pendant la période  1425-1433 et à Lochstedt entre 1423 et 1439. La plus haute fonction exercée par lui est  à partir de 1443 l'office de Provincial (allemand Provinzial) de l'Ordre Teutonique en Bohême et Moravie.

## Règne en Silésie
Conrad VIII, bien qu'il soit entré dans un ordre religieux ne néglige par la gestion  de son patrimoine ni de ses droits dans le gouvernement du duché familial de Silésie. En 1416 son frère ainé Conrad IV l'Ainé décide de renoncer à gouverner conjointement avec ses jeunes frères comme corégents, l'ensemble du duché. Après la mort de  Conrad VI le Doyen en 1427, Conrad VIII établit un gouvernement indépendant à  Ścinawa et Rudna ainsi que le contrôle de la région environnante. C'est à cette époque qu'il commence s'intituler « duc de Ścinawa ».
Pendant les croisades contre les hussites en 1431 il aide son frère Conrad VII à Gliwice à s'échapper des mains des Hussites qui mènent chaque année des expéditions en Silésie. Cependant en 1435 il rejoint la coalition de princes et de cités qui concluent un accord avec les Hussites, dans le but de préserver leur patrimoine. Conrad VIII meurt le 4 décembre 1444.

## Sources
- (en) Cet article est partiellement ou en totalité issu de l’article de Wikipédia en anglais intitulé « Konrad VIII the Younger » (voir la liste des auteurs), édition du 2 juillet 2014.
- (de) Europäische Stammtafeln Vittorio Klostermann, Gmbh, Francfort-sur-le-Main, 2004  (ISBN 3465032926),  Die Herzoge von Öls und Wohlau †1492 des Stammes der Piasten  Volume III Tafel 14.
- (en) & (de) Peter Truhart, Regents of Nations, K. G Saur Münich, 1984-1988 (ISBN 359810491X), Art. « Oels + Bernstadt, Kosel, Wartenberg »  p. 2.453